# 하남시나룰도서관
하남시 나룰도서관은 경기도 하남시 덕풍3동에 있는 도서관이다.

## 연혁
- 2009년 9월 22일 하남시나룰도서관 개관.

## 시설 현황
- 지하1층: 시설관리실, 도서관극장, 보존서고
- 1층: 어린이실, 문화교실, 휴게매점
- 2층: 디지털자료실, 열람실, 운영실
- 3층: 종합자료실

## 이용 안내
이용 시간
- 어린이실: 매일 09:00 ~ 18:00
- 새싹실: 매일 09:00 ~ 18:00
- 열람실: 매일 08:00 ~ 24:00
- 디지털자료실: 평일 09:00 ~ 22:00, 주말 09:00 ~ 18:00
- 종합자료실: 평일 09:00 ~ 22:00, 주말 09:00 ~ 18:00

휴관일
- 일요일을 제외한「관공서의 공휴일에 관한 규정」이 정하는 공휴일(단, 일요일과 겹치는 공휴일 포함)
- 임시휴관일: 관장이 자료의 정리, 보수공사, 장서점검 및 기타의 사유로 휴관이 필요하다고 인정하는 날